# Lispe scalaris
Lispe scalaris este o specie de muște din genul Lispe, familia Muscidae, descrisă de Friedrich Hermann Loew în anul 1847. Conform Catalogue of Life specia Lispe scalaris nu are subspecii cunoscute.